# KF型蒸汽機車
中國鐵路KF型蒸汽機車又稱為聯盟型（Confederation），為1936年粵漢鐵路株韶段通車時向英國武爾坎鑄造厰（Vulcan Foundry）訂製得4-8-4型式機車。最初編為粵漢鐵路600型，於中華人民共和國成立後改稱為ㄎㄈ型（K(o)-F(o)，取自“Confederation”的首二音節），后改KF型。
聯盟型機車在1933-36年之間由中華民國鐵道部路政司任職的應尚才組織團隊設計、同時在南京鐵道部任職技術顧問的肯尼斯·康德黎（Kenneth Cantlie）（孫中山好友詹姆斯·康德黎之子）為主要設計者。應並赴英監造聯盟型機車，回國后任中華民國鐵道部技正。康德黎也因功被任命為中英庚款董事会董事。

## 概要
1933年7月國民政府借用中英庚款修築粵漢鐵路韶關株洲段，由於株韶段須翻越南嶺，坡度約高達20‰且曲度半徑小於250公尺，南北銜接之路線多為早期建造，路線標準相當低，尤其是橋梁承載重量不足，不能行駛總重及軸重較高之機車。為因應株韶段之特殊環境，需要一種軸重小，爬坡力強之機車。故由當時鐵道部路政司的應尚才組織設計，委託英國武爾坎鑄造厰（Vulcan Foundry）公司細部設計並製造24輛4-8-4型蒸汽機車。

## 設計特色
一、鍋爐部分：透過改進鍋爐、爐床結構和大小煙管配置，採用效率較高之E型過熱器與複式汽閥，在不增加鍋爐尺寸之條件下，增加蒸發、傳熱及過熱面積，提高鍋爐之熱效率。鍋爐採用高強度合金鋼，鍋爐壓力達到15.5 kg/cm²（1.55兆帕），高於平綏線之ML2型之14kg/cm²及ML4型15kg/cm²，提升了機車功率。
二、車軸配置：採用4-8-4軸式（2對導輪、4對動輪及2對從輪），以較多之導輪及從輪分散機車重量，適當減輕動輪軸重，將機車重量控制在139.598噸，動輪上重量（黏著重量）控制在68公噸，使機車可以通過承載能力為古柏式E-35級以上橋梁。且導輪與從輪採用雙軸轉向架，亦可確保機車可安全、平穩的通過曲度半徑較小之灣道，可以行駛於路線標準較差之路線。
三、駕駛環境：改進駕駛室布局，從輪與煤水車軸箱裝配恆溫式自動給油裝置，以及加裝自動加煤機等先進設備，改善司機與司爐工作條件。
四、整體設計：設計上重視鍋爐供汽能力、汽機工作能力並與68公噸之黏著重量（動輪上重量）均衡配合，整體設計較為經濟合理。輪周功率達2350馬力，除平綏線之馬來式機車外，功率最大之車種（甚至超過日本資本之南滿州鐵道パシナ型機車之2,156馬力）。

## 機車運用概況

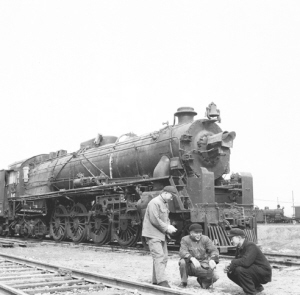
1953年，在戚墅堰工廠內檢修的KF型蒸汽機車

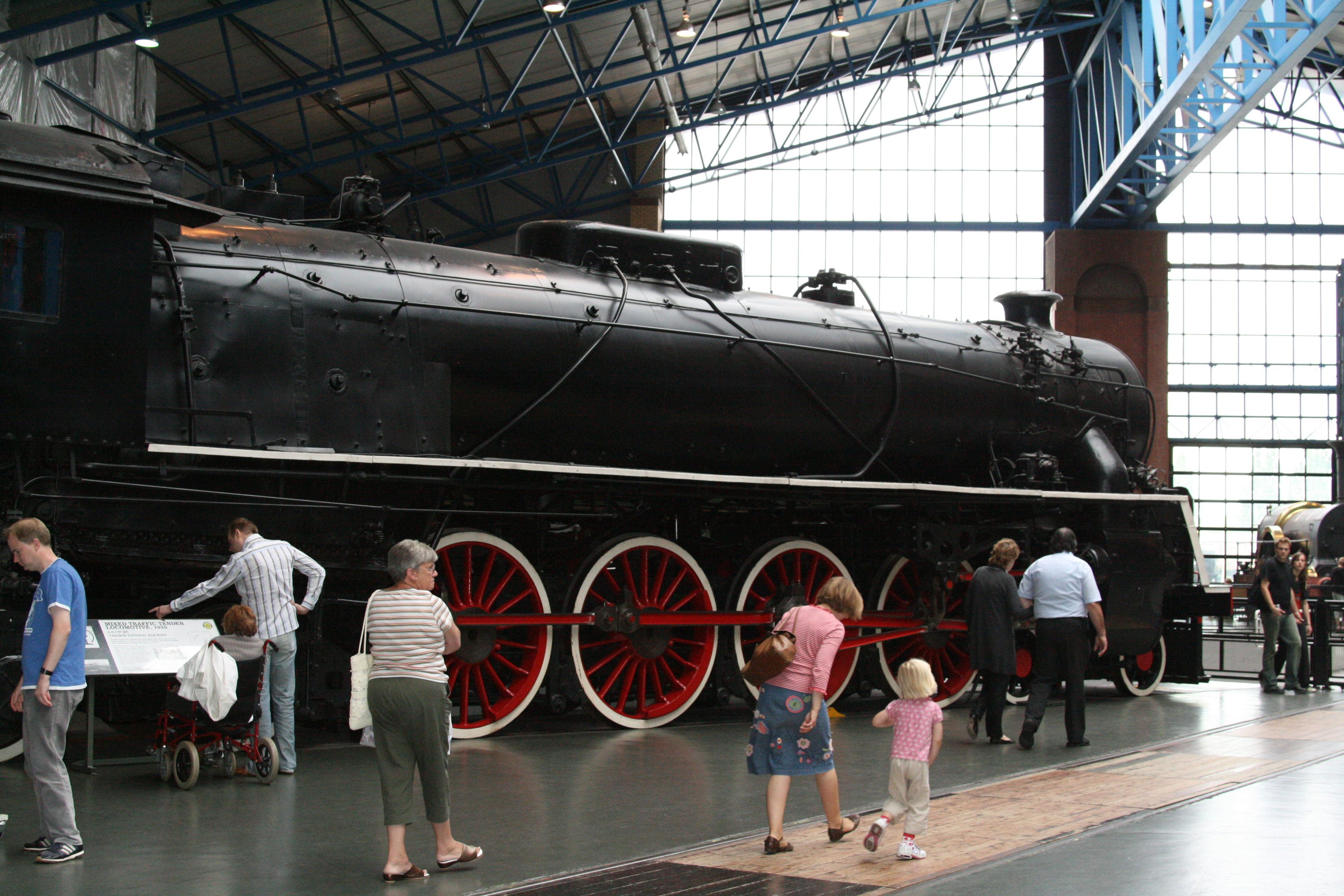
KF型蒸汽機車

沃爾岡（Vulcan Foundry）於1935年及1936年分二批完成24輛KF型蒸汽機車，明細如下：
| 製造年 | 粵漢鐵路編號 | 原廠製造編號 | 戰後編號 |
| 1935年 | 601-616      | 4668-4683    | KF 1-16  |
| 1935年 | 617-624      | 4696-4703    | KF 17-24 |
| ------ | ------------ | ------------ | -------- |

1936年1月第一批6輛機車運抵青島，於膠濟鐵路四方至滄口、女姑口路段測試，之後又在津浦鐵路進行測試。1936年3月第二批6輛運抵上海，鐵路當局組織專家於滬寧鐵路進行一連串測試，並用於牽引特快列車及貨運列車進行營運考核。剩餘12輛機車則直接運抵廣州，並與先前運抵之12輛機車，於1936年株韶段通車後運用於粵漢鐵路，編為粵漢鐵路600型，車號601-624。
1937年中日戰爭開戰後，粵漢鐵路陸續為日軍占領或自行拆除，KF型蒸汽機車仍繼續運用於殘餘路段，至1944年日軍發動豫湘桂會戰，日軍陸續占領衡陽、柳州、桂林等地，由衡陽撤退至桂林之KF型機車受困無法撤離，遂由鐵路職工於鍋爐安裝炸藥炸毀，以免資敵。
1950年4月，鐵道部組織技術鑑定小組至湘桂鐵路實地調查國共內戰國民政府軍隊撤離時對沿線設備破壞情形時，發現距桂林北站30公里處有40輛機車尚可修復使用，其中包含KF型機車21輛。這批機車於1954年運抵戚墅堰鐵路工廠修理並對機車重要零部件進行技術改造，增強汽缸鞍座、汽缸、汽室體、鍋爐膨脹板、月牙板支座、汽閥、大軸平斜鐵、車架托板、煤水車均衡樑等部件之結構強度，使機車運行更為平穩。
並於1954年運用於滬寧鐵路，當時稱為ㄎㄈ1型蒸汽機車。1958年2月26日ㄎㄈ1-19於上海南京間牽引客車15輛，以3小時53分跑完全程311公里，技術速度達81.6公里。1959年「ㄎㄈ1型」改稱為「KF1型」，並且用於牽引滬杭鐵路貨運列車。直到1976年KF型蒸汽機車之任務才完全被東風型及東風三型柴油機車取代。

## 機車保存

### 大英鐵道博物館之KF1-7

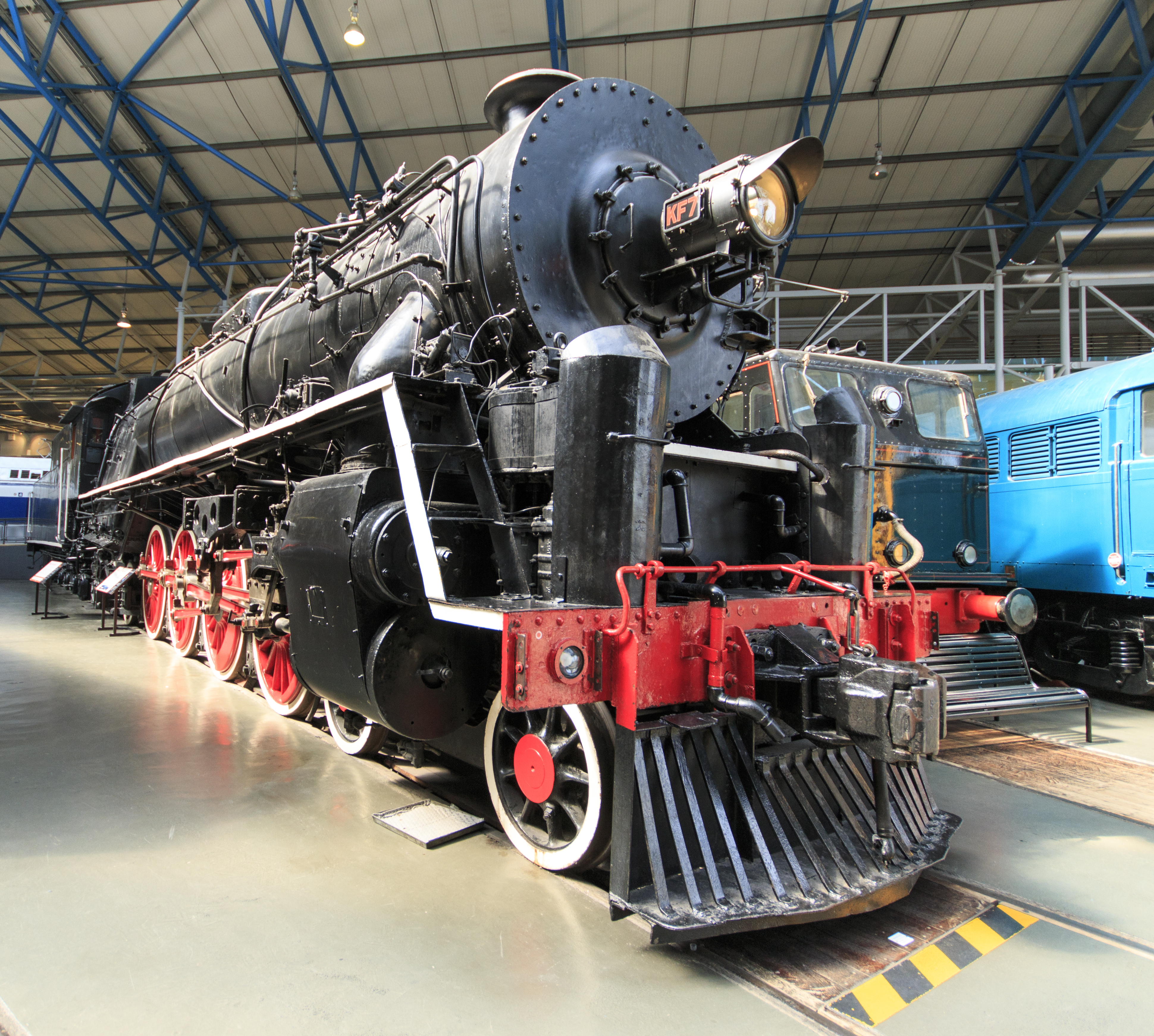
大英鐵道博物館收藏之KF1-7

1956年11月孫中山先生90周年冥誕，出席者肯尼斯·康德黎（即孫中山倫敦蒙難時救援之詹姆斯·康德黎之子），曾於1930年代於國民政府鐵道部擔任顧問時在應尚才領導的設計團隊内擔任主要設計任務，並就應赴英監製KF型蒸汽機車給予協助。於紀念活動結束後，分別於上海、北京與設計者應尚才先生（時任北京鐵道學院機械系主任）會面，並特地前往上海機務段參觀KF型機車，並親自登上駕駛室駕駛。康德黎返國前，曾鄭重表示希望能有一台KF型機車展示於英國鐵路博物館展示。
1979年7月中國鐵路代表團於訪問英國期間，英國正式表示願意購買一台KF型機車陳列展示。鐵道部1981年決定將已退役之KF1-7贈送英國，上海機務段於將KF1-7整修並重新油漆，並於1983年海運送回其製造國英國。1983年3月30日，大英鐵路博物館舉行盛大的交接儀式，正式成為該館之陳列品。

### 保存機車一覽

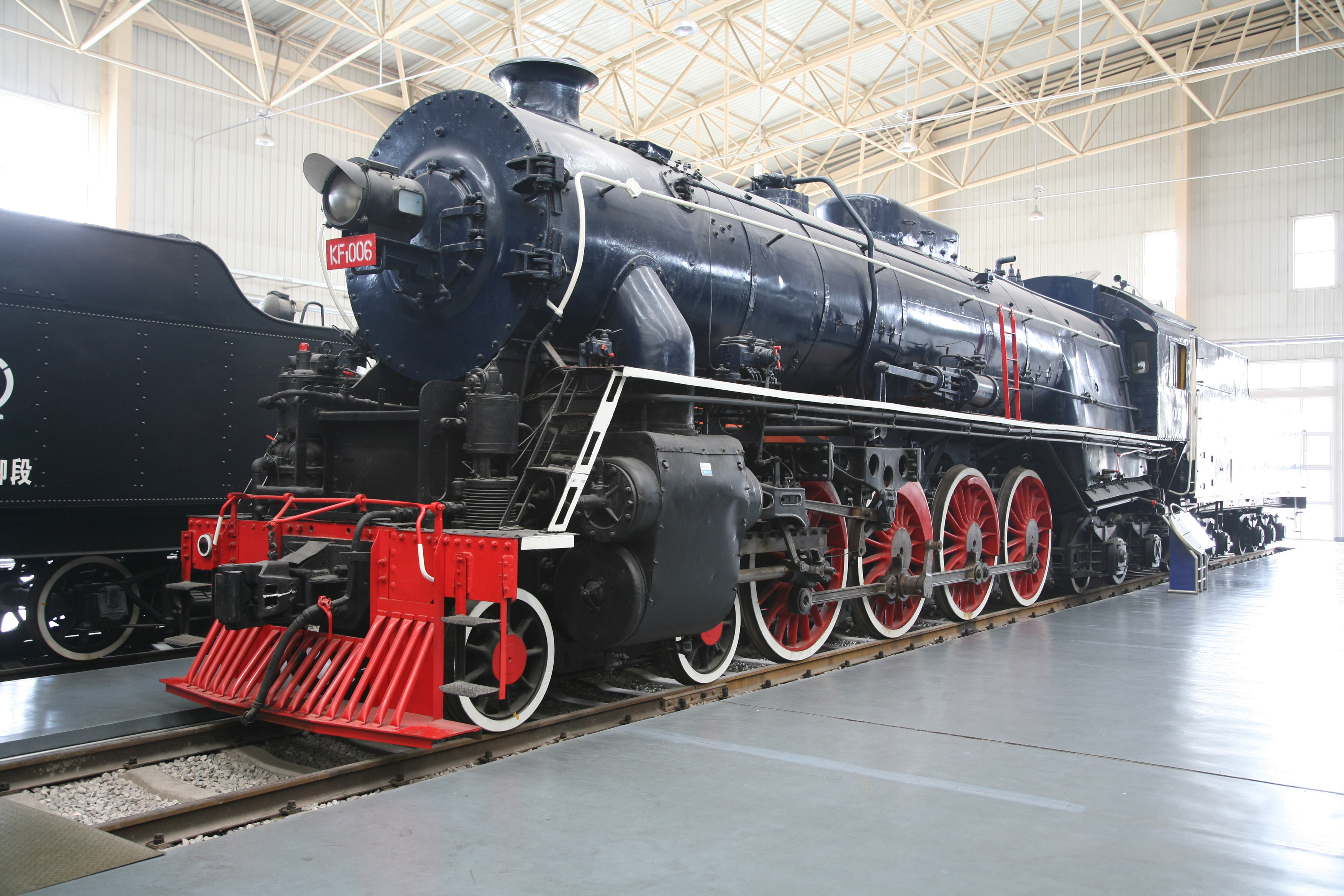
中國鐵道博物館收藏之KF1-6

- KF1-6（中國鐵道博物館）
- KF1-7（大英鐵路博物館）

## 備註
1. ↑  .   [2015-05-23]. （原始内容存档于2015-04-16）.
2. 1 2  大英鐵路博物館 - KF型機車[永久]；參見。
3. ↑  .   [2019-04-15]. （原始内容存档于2016-04-27）.
4. 1 2  .   [2019-04-15]. （原始内容存档于2014-07-19）.
5. ↑  .   [2019-04-15]. （原始内容存档于2016-04-27）.

## 外部連結
- 中國鐵路KF1型蒸汽機車(日文)
- 中國鐵路KF1型蒸汽機車(中文)
- 中国铁路技术标准的开拓者之一—应尚才 （页面存档备份，存于）